# Shun Ōsaki
Shun Ōsaki (japanisch 大崎 舜 Ōsaki Shun; * 15. April 2000 in der Präfektur Kagoshima) ist ein japanischer Fußballspieler.

## Karriere
Shun Ōsaki erlernte das Fußballspielen in der Schulmannschaft der Kumamoto Ozu High School sowie in der Universitätsmannschaft der Universität Fukuoka. Von Ende August 2022 bis Saisonende wurde er an Roasso Kumamoto ausgeliehen. Der Verein aus Kumamoto spielte in der zweiten japanischen Liga. Hier kam er jedoch nicht zum Einsatz. Nach der Ausleihe wurde er von Kumamoto am 1. Februar 2023 fest unter Vertrag genommen. Sein Zweitligadebüt gab Shun Osaki am 26. Februar 2022 (2. Spieltag) im Heimspiel gegen Blaublitz Akita. Bei der 0:1-Heimniederlage wurde er in der 58. Minute für Shōhei Aihara eingewechselt.